# Tyran à bec épais
Tyrannus crassirostris
Espèce
Statut de conservation UICN

 LC  : Préoccupation mineure
Le Tyran à bec épais (Tyrannus crassirostris), aussi appelé Tyran à gros bec, est une espèce de passereaux de la famille des Tyrannidae,,. Il a un dos gris-brunâtre avec une gorge blanche et un ventre jaunâtre.[réf. nécessaire]

## Systématique et distribution
Cet oiseau est représenté par deux sous-espèces selon la classification de référence du Congrès ornithologique international (version 9.1, 2019) :
- Tyrannus crassirostris pompalis Bangs & Peters, JL, 1928 : de l'extrême sud-est de l'Arizona (États-Unis) vers le sud le long de la côte pacifique du Mexique jusqu'à l'État de Colima ;
- Tyrannus crassirostris crassirostris Swainson, 1826 : sud-ouest du Mexique (de l'État de Guerrero à celui d'Oaxaca) ; passe ses hivers au Guatemala[1],[5].